# 8e brigade blindée (Royaume-Uni)
Pour les articles homonymes, voir 8e brigade blindée et 8e brigade.

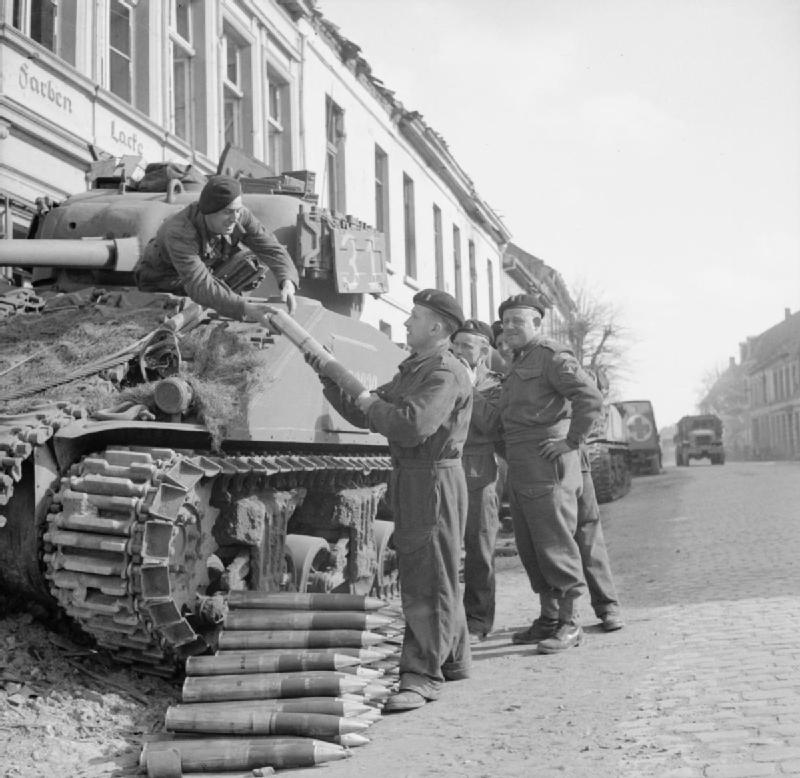
L'équipage d'un char Sherman Firefly de la 8e brigade blindée britannique en train de le réapprovisionner en munitions, en Allemagne en 1945.

La 8e Brigade Blindée (8th Armoured Brigade, en anglais) était une brigade blindée des  Forces armées britanniques formée en août 1941, pendant la Seconde Guerre mondiale et active jusqu'en 1956. La brigade a été formée par le renommage de la 6e brigade de cavalerie, quand la 1re division de cavalerie basée en Palestine dont il était en partie) converti d'une formation motorisée (ayant été monté à cheval jusqu'en janvier 1940) à une unité blindée, devenant la 10e division blindée.

## Afrique du Nord

### Operation Supercharge

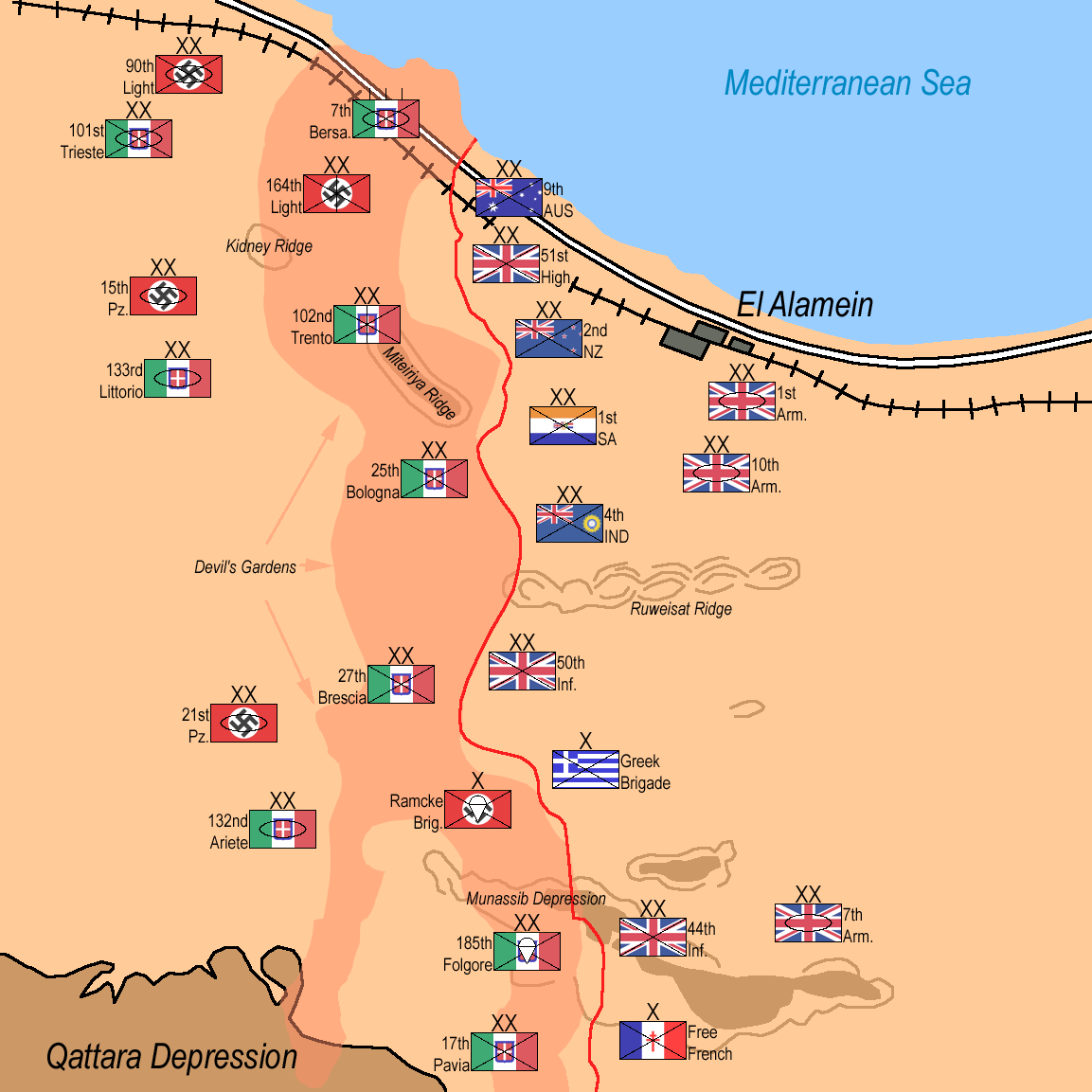
Emplacement de la 10e division blindée à la veille de la bataille.

En février 1942, la 8e brigade blindée s'installe dans la région de Khatatba  , dans le désert occidental. Après une période d'entraînement, la Brigade est entrée en action à la fin d'août 1942 à Bir Ridge lors de la Bataille d'Alam el Halfa. La Seconde bataille d'El-Alamein a duré du 23 octobre au 5 novembre 1942 et a été un tournant dans la Guerre du désert.